# Микрогидродинамика

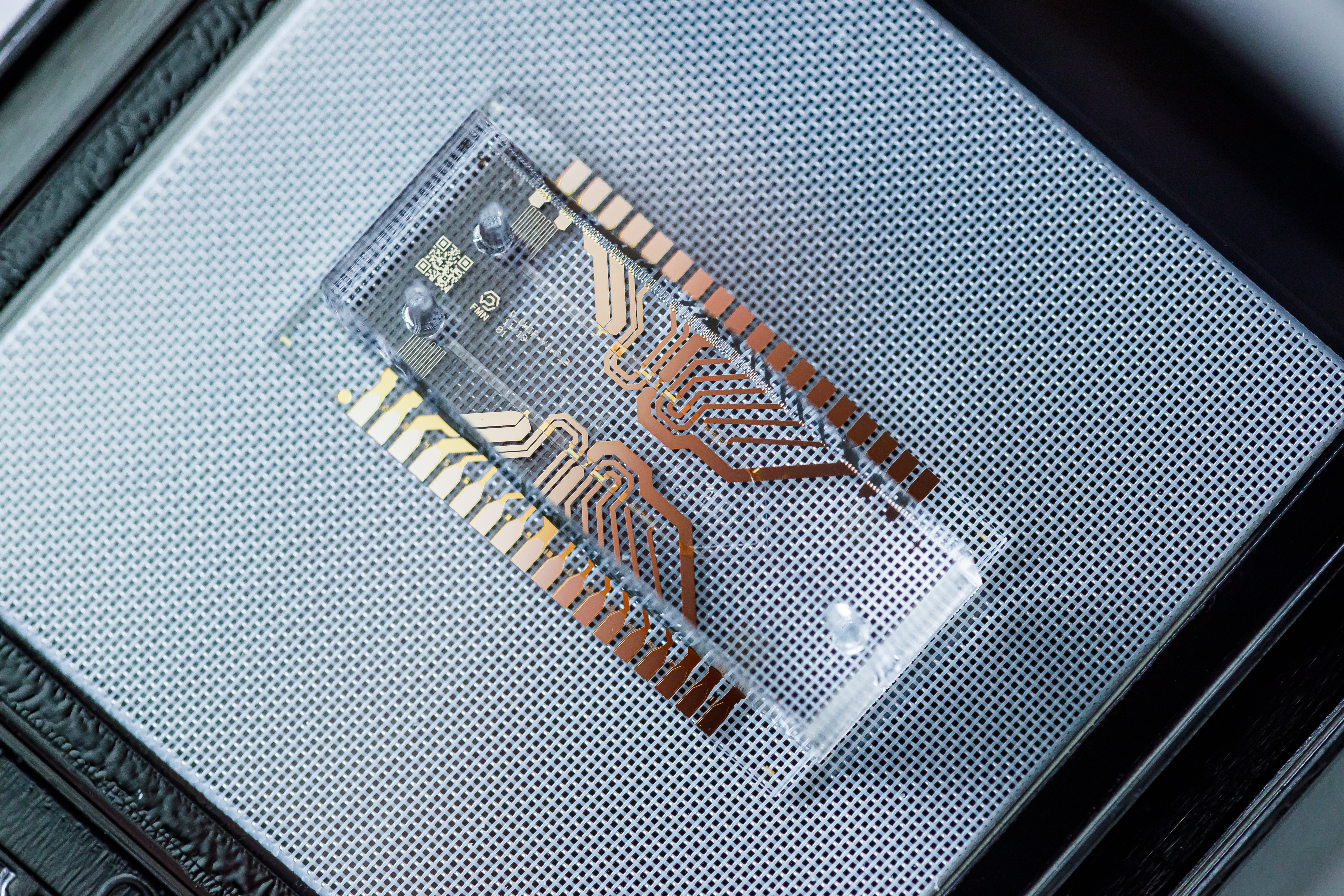
Пример устройства микрогидродинамики - микрофлюидного чипа (лаборатория на чипе) изготовленного в МГТУ им. Н. Э. Баумана.

Микрогидродинамика — междисциплинарная наука, описывающая поведение малых (порядка микро и нанолитра) объёмов и потоков жидкостей. Микрогидродинамика находится на стыке физики, гидравлики, динамики, химии, биологии и инженерных знаний. 
Микрогидродинамика возникла с развитием нанотехнологий в 1990-х годах. 
В международной практике эта наука также известна как микрофлюидика (англ. microfluidics), от  μικρός (micros) — малый, и лат. fluidis — текучий, т. е. наука, изучающая малые, микропотоки жидкостей.

## Ключевые применения
Наиболее распространённой отраслью, в которой применяется микрогидродинамика является струйная печать. Не менее важной сферой применения является молекулярная биология, а также создание систем диагностики in vitro. Микрогидродинамика применяется для создания лабораторий-на-чипе (англ. lab-on-the-chip), регулирования микропотоков. Кроме этого, данная дисциплина нашла применение в эволюционной биологии, оптике, клеточной биофизике, высокоэффективной жидкостной хроматографии и астробиологии.